# Kleine Catechismus van Luther

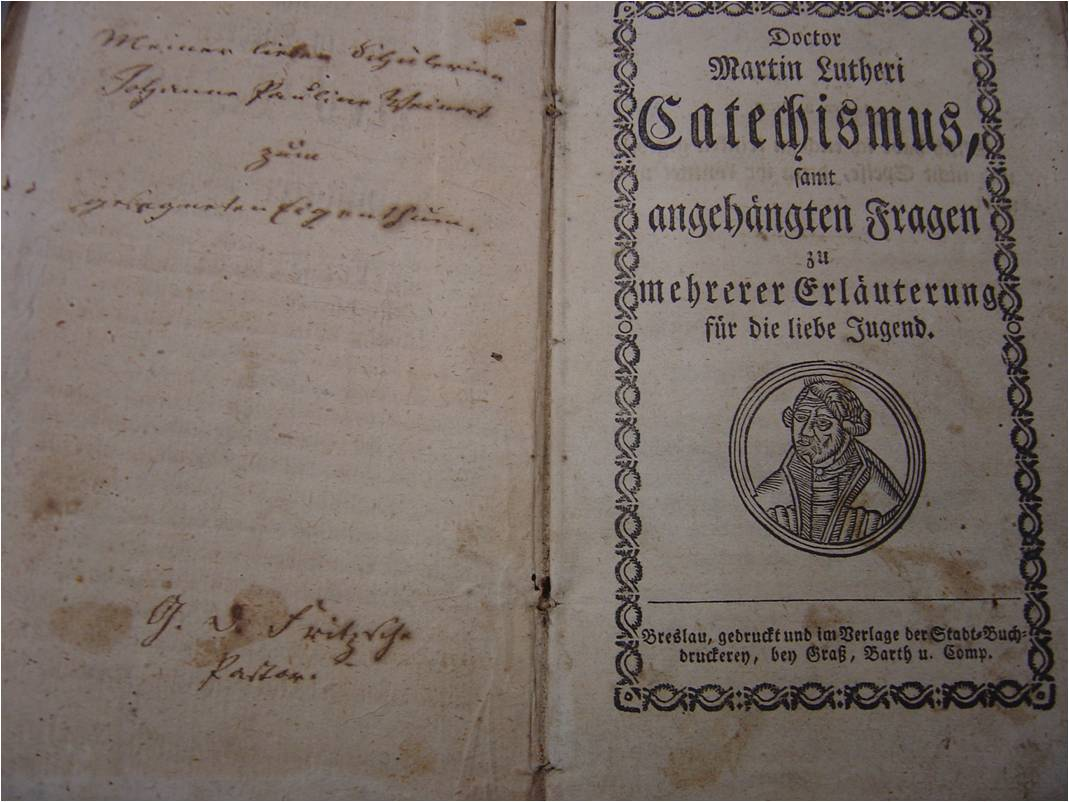
Voorblad van de Kleine Catechismus van Luther

De Kleine Catechismus van Luther (Duits: Der Kleine Katechismus) is een catechismus geschreven door Maarten Luther.
In november 1528 werkt Luther drie preken om tot een catechismus, die de naam Grote Catechismus van Luther krijgt. De Grote Catechismus is vooral bedoeld voor de geestelijkheid en volwassenen. Tegelijkertijd werkte Luther aan een "kleine catechismus" voor de jeugd en minder geleerde individuen.
De Kleine Catechismus dateert uit 1529 en behandelt achtereenvolgens:
1. de Tien Geboden (in 11 vragen en antwoorden),
2. het Apostolicum (in 3 vragen en antwoorden),
3. het Onze Vader (in 13 vragen en antwoorden),
4. het Sacrament van de Heilige Doop (in 7 vragen en antwoorden),
5. het Sacrament van de Heilige Eucharistie (in 5 vragen en antwoorden),
6. en de Sleutelambt en de Biecht (in 6 vragen en antwoorden).[2]

Daarnaast bevat de Kleine Catechismus nog diverse gebeden (ochtend- en avondgebed, gebeden voor en na de maaltijd) en de zogenaamde "huistafel", regels waaraan burgers zich dienen te houden (bijv. ten opzichte van de overheid en dergelijke). Luther schreef ook een voorwoord in zijn catechismus, deze wordt in sommige Nederlandse uitgaven afgedrukt, maar meestal weggelaten.
De Kleine Catechismus wordt vandaag de dag binnen het Lutheranisme gebruik voor jeugdcatechese (bijvoorbeeld in aanloop naar het vormsel). Er bestaan ook handboeken die gebruikt kunnen worden naast de Kleine Catechismus en soms maakt de Kleine Catechismus integraal deel uit van uitgebreidere catechismussen, dit is vooral gebruikelijk in Scandinavische landen.
De Kleine Catechismus maakt sinds 1580 deel uit van het Concordiënboek, een verzameling van Lutherse belijdenisgeschriften. De Evangelisch-Lutherse Kerk in het Koninkrijk der Nederlanden erkent de Kleine Catechismus als belijdenisgeschrift. De Kleine Catechismus van Luther is een van de belijdenisgeschriften van de Protestantse Kerk in Nederland.